# Icheon Daekyo WFC
Der Icheon Daekyo Women’s Football Club war ein Fußballfranchise aus Icheon, Südkorea. Das Franchise spielte in der WK League, der höchsten Spielklasse des Frauenfußballs in Südkorea. Sie gewannen 2009, 2011 und 2012 insgesamt dreimal die Meisterschaft in der WK-League.

## Geschichte
Das Franchise wurde im November 2002 gegründet und spielte seit der Gründung der WK-League im Jahr 2008 in der Liga.
In der ersten WK-League-Saison erreichten sie auf Anhieb den ersten Platz, der zur Teilnahme am Meisterschafts-Finalspiel berechtigte. Gegen Incheon Hyundai Steel Red Angels gewannen sie das Hin- und Rückspiel mit jeweils 1:0. Damit waren sie der erste Meister der WK-League. In der darauffolgenden Saison erreichten sie nur den 3. Platz und waren somit nicht für die Meisterschafts-Finalspiele qualifiziert, konnten also ihren Titel nicht verteidigen. 2011 konnten sie mit 17 Punkten Vorsprung den 1. Platz erreichen und waren direkt für die Meisterschafts-Finalspiele qualifiziert. Wieder spielten sie gegen Incheon. Das Hinspiel endete 2:2. Das Rückspiel konnten sie mit 3:1 gewinnen und wurden so zum zweiten Mal Meister. In der nächsten Saison konnten sie als Titelverteidiger erneut den 1. Platz erreichen und standen wieder im Finale, der Gegner war erneut Incheon. Das Hinspiel ging 0:1 verloren, im Rückspiel konnten sie mit 3:1 gewinnen, wurden zum dritten Mal Meister und verteidigten damit zum ersten Mal in der WK-League einen Titel. Als erneuter Titelverteidiger erreichten sie in der Saison 2013 nur den 3. Platz und spielten im Halbfinale gegen Seoul WFC; das Spiel ging mit 2:3 an Seoul, sodass eine erneute Titelverteidigung nicht möglich war. Der 2. Platz wurde in der folgenden Saison erreicht, wieder stand im Halbfinale ein Spiel gegen Seoul WFC an: es endete knapp mit 1:0 für Icheon. Im Finale wartete wieder Incheon. Das Hinspiel endete in Incheon mit 0:1, das Rückspiel mit 0:0. Somit ging das Finale verloren und Icheon wurde zum ersten Mal in der Vereinsgeschichte Vizemeister. In der letzten Saison erreichten sie als Vizemeister wieder nur den 2. Platz und mussten im Halbfinale gegen Suwon FMC WFC antreten, gegen die sie sich mit einem 2:1-Sieg den Finaleinzug sicherten, wo der Vorjahresmeister aus Incheon wartete. Das Hinspiel in Icheon endete mit 0:0 unentschieden. Im Rückspiel unterlagen sie in Incheon im Elfmeterschießen; zum zweiten Mal in Folge reichte es folglich nur zum Vizemeister.

## Stadion
Ihre Heimspiele trug die Mannschaft im 20.305 Plätze fassenden Icheon-Stadion aus.